# Industrie pharmaceutique dans le Centre-Val de Loire
 (février 2022).
Si vous disposez d'ouvrages ou d'articles de référence ou si vous connaissez des sites web de qualité traitant du thème abordé ici, merci de compléter l'article en donnant les références utiles à sa vérifiabilité et en les liant à la section « Notes et références ».
La région Centre-Val de Loire se situe au 1er rang national pour la production de médicaments, au 3e rang pour les effectifs et le nombre d’établissements.
Deux médicaments sur cinq sont fabriqués en région Centre-Val de Loire. La production annuelle régionale est d’environ 1,5 milliard de boîtes de médicaments. La région est la 3e région pharmaceutique en termes d’effectifs et de nombre d’établissements, après l’Île-de-France et Rhône-Alpes. Elle comprend 53 établissements, dont 45 spécialisés dans la fabrication de médicaments.
L’industrie pharmaceutique emploie en région Centre-Val de Loire près de 10 000 salariés. Elle est une des seules industries à voir son effectif croître d’environ 2 % tous les ans. Deux tiers des 45 établissements « fabrication de médicaments » emploient plus de 100 salariés. Les PME sont peu présentes et les filiales de groupe sont majoritaires.